# Grechishchevite
La grechishchevite è un minerale.